# 上海嘉華中心
上海嘉华中心是位于上海市徐汇区淮海中路1010号的一处现代风格商业建筑。

## 历史
2002年开工，竣工于2005年。其位于淮海中路北，东湖路东，襄阳公园西，与环贸iapm商场隔路对角相望。
上海嘉华中心包括一幢高178米（39层）的写字楼、4层的商业裙楼和3层的健康中心，占地面积1.1公顷，总营业面积8.6万平方米，属于摩天大楼的范畴。其开发商为嘉华集团下属的上海嘉汇达房地产发展有限公司。